# Rio Melissa
Rio Melissa är ett vattendrag i Brasilien.   Det ligger i delstaten Paraná, i den södra delen av landet, 1 100 km sydväst om huvudstaden Brasília.
Trakten runt Rio Melissa består till största delen av jordbruksmark. Runt Rio Melissa är det glesbefolkat, med 15 invånare per kvadratkilometer.